# Чиншанло Зульфія Салахарівна
Чиншанло Зульфія Салахарівна (каз. Зүлфия Салахарқызы Чиншанло; нар. 25 липня 1993 року, Алмати, Казахстан) — казахська важкоатлетка дунганського походження, бронзова призерка Олімппійських ігор 2020 року, дворазова чемпіонка світу (2009, 2011) у ваговій категорії до 53 кг, срібна призерка перших юнацьких Олімпійських ігор (2010) в категорії до 58 кг.
Зульфія занесена до Книги рекордів Гіннесса як наймолодша спортсменка, що вигравала чемпіонати світу.
Заслужений майстер спорту. Нагороджена орденом «Курмет».
27 жовтня 2016 року була позбавлена золотої медалі Олімпійських ігор 2012 року через позитивну допінг-пробу.